# Mami Yamaguchi
Mami Yamaguchi (山口 麻美, 13 d'agost de 1986) és una exfutbolista japonesa.

## Selecció del Japó
Va debutar amb la selecció del Japó el 2007. Va disputar 18 partits amb la selecció del Japó.

## Estadístiques
| Selecció del Japó | Selecció del Japó | Selecció del Japó |
| Anys              | Partits           | Gols              |
| ----------------- | ----------------- | ----------------- |
| 2007              | 1                 | 0                 |
| 2008              | 0                 | 0                 |
| 2009              | 1                 | 1                 |
| 2010              | 14                | 5                 |
| 2011              | 2                 | 2                 |
| Total             | 18                | 8                 |